# Luis Enrique Gálvez
Luis Enrique Felipe Miguel Gálvez de la Puente (Lima, 10 de abril de 1959) es un abogado y político peruano. Miembro histórico de Acción Popular, fue regidor de Lima en 2 ocasiones.

## Biografía
Nació en la ciudad de Lima, el 10 de abril de 1959.
Es bachiller en Derecho y Ciencias Políticas por la Universidad de Lima donde también se graduó como abogado. También es egresado de la maestría en Derecho Penal de la Universidad de San Martín de Porres y es miembro del Colegio de Abogados de Lima desde el año 1992.

## Carrera política
Gálvez es militante del partido Acción Popular, fundado por el expresidente Fernando Belaúnde Terry, desde 1979. En el partido ejerció como vicepresidente desde septiembre del 2007 hasta mayo del 2009 y como secretario en 2004. Fue dirigente del partido en el Distrito de Santiago de Surco.

### Regidor de Lima
Se inicia en la política como candidato a regidor de la Municipalidad de Lima por el Frente Democrático (coalición integrada por el Movimiento Libertad, el Partido Popular Cristiano y Acción Popular) en las elecciones municipales de 1989 y resultó elegido para el periodo 1990-1992. Luego, fue reelegido en el cargo en las elecciones municipales de 1993 por Acción Popular para un segundo periodo municipal.
Intentó ser congresista en las elecciones de 1995 sin tener éxito.

### Candidato a la Alcaldía de Lima
Para las elecciones municipales de 1998, Gálvez fue anunciado por su partido como candidato a la Alcaldía de Lima, ocupado el cuarto lugar de las preferencias y llevando de regidor a Miguel Romero Sotelo.
En 2017, fue precandidato en las elecciones internas de Acción Popular para el Municipio de Lima en las elecciones municipales de 2018, siendo luego vencido por Jorge Muñoz.
Para las elecciones generales del 2021, se presentó a las elecciones internas de Acción Popular en 2020 para postular a la presidencia de la república. Sin embargo, quedó en tercer lugar debajo de Edmundo del Águila Herrera y Yonhy Lescano.